# Soondh
Soondh é uma aldeia no distrito de Shaheed Bhagat Singh Nagar, do estado de Punjab, Índia. Ela está localizada a 3.6 quilómetros de distância de Maqsoodpur, a 29.7 quilómetros de Nawanshahr, a 27 quilómetros da sede do distrito Shaheed Bhagat Singh Nagar e a 119 quilómetros da capital Chandigarh. A aldeia é administrada por um Sarpanch, um representante eleito da aldeia.

## Demografia
De acordo com o censos de 2011, a aldeia tem um número total de 245 casas e uma população de 1140 elementos, dos quais 583 são do sexo masculino e 557 são do sexo feminino de acordo com o relatório publicado pelo Censo da Índia em 2011. A taxa de alfabetização da aldeia é 77.33%, superior à media do estado, que é de 75.84%. A população de crianças sob a idade de 6 anos é de 121, que é 10.61% da população total da aldeia, e a relação do sexo das criança é aproximadamente 779, quando comparada à média do estado de Punjab de 846. A maioria das pessoas é de Schedule Caste, constituindo cerca de 61.40% da população da aldeia. De acordo com o relatório publicado pelo Censo da Índia em 2011, 372 pessoas estavam envolvidas em actividades de trabalho fora da população total da aldeia que inclui 325 homens e 47 mulheres. De acordo com o relatório de pesquisa de censo de 2011, 73.92% dos trabalhadores descrevem seu trabalho como principal trabalho e 26.08% dos trabalhadores estão envolvidos na actividade marginal, que fornece subsistência por menos de 6 meses.

## Transporte
A estação ferroviária de Banga é a estação de comboio mais próxima, no entanto, a estação ferroviária de Phagwara fica a 19 quilómetros de distância da aldeia. O Aeroporto de Sahnewal é o aeroporto doméstico mais próximo, encontrando-se a 69 quilómetros, em Ludhiana, e o aeroporto internacional mais próximo fica situado em Chandigarh. Outro aeroporto internacional, o de Sri Guru Ram Dass Jee, é o segundo aeroporto internacional mais próximo, que fica a 136 quilómetros.